# Funciones de Kampé de Fériet
En matemáticas, las funciones de Kampé de Fériet son una familia de funciones en dos variables que generalizan a las funciones hipergeométricas confluentes, estas funciones fueron introducidas por Joseph Kampé de Fériet. Una función de esta familia viene dada por dos familias de parámetros {\displaystyle a_{1},\cdots ,a_{p}\colon b_{1},b_{1}{}';\cdots ;b_{q},b_{q}{}'} y {\displaystyle c_{1},\cdots ,c_{r}\colon d_{1},d_{1}{}';\cdots ;d_{s},d_{s}{}'}:
{\displaystyle {}^{p+q}F_{r+s}\left({\begin{matrix}a_{1},\cdots ,a_{p}\colon b_{1},b_{1}{}';\cdots ;b_{q},b_{q}{}';\\c_{1},\cdots ,c_{r}\colon d_{1},d_{1}{}';\cdots ;d_{s},d_{s}{}';\end{matrix}}x,y\right)=\sum _{m=0}^{\infty }\sum _{n=0}^{\infty }{\frac {(a_{1})_{m+n}\cdots (a_{p})_{m+n}}{(c_{1})_{m+n}\cdots (c_{r})_{m+n}}}{\frac {(b_{1})_{m}(b_{1}{}')_{n}\cdots (b_{q})_{m}(b_{q}{}')_{n}}{(d_{1})_{m}(d_{1}{}')_{n}\cdots (d_{s})_{m}(d_{s}{}')_{n}}}\cdot {\frac {x^{m}y^{n}}{m!n!}}.}
Aquí {\displaystyle (x,y)} son las variables de la función.

## Aplicaciones
Las fucniones de Kampé de Fériet pueden ser usadas para expresar la solución general de una ecuación de sexto grado.